# Eerste Uitburgeringslijst van het Duitse Rijk
De Eerste Uitburgeringslijst van het Duitse Rijk (in het Duits: Erste Ausbürgerungsliste des Deutschen Reichs) was een lijst die het Duitse nazi-regime in 1933 presenteerde met daarop de namen van drieëndertig personen wie het Duitse staatsburgerschap werd ontnomen. De meesten van hen werden daardoor stateloos. 
De wettelijke grondslag voor de lijst was de Wet op de intrekking van naturalisaties en de intrekking van het Duitse staatsburgerschap. Het besluit om iemand in de periode tussen november 1918 en januari 1933 het Duitse staatsburgerschap toe te kennen kon op basis van de wet herroepen worden. Rijksingezetenen die in het buitenland verbleven vanwege hun politieke opvatting kon ook de Duitse nationaliteit worden ontnomen. Tevens konden hun bezittingen in beslag worden genomen
De eerste Uitburgeringslijst werd op 25 augustus 1933 gepubliceerd in de Deutscher Reichsanzeiger. Daarna zouden er nog 358 lijsten volgen. In aanloop naar en tijdens de Tweede Wereldoorlog verloren bijna veertigduizend personen het Duitse staatsburgerschap. Op de lijst stonden veel prominente tegenstanders van de nazi's. Een groot aantal van hen had een Joodse achtergrond.

## Namenlijst

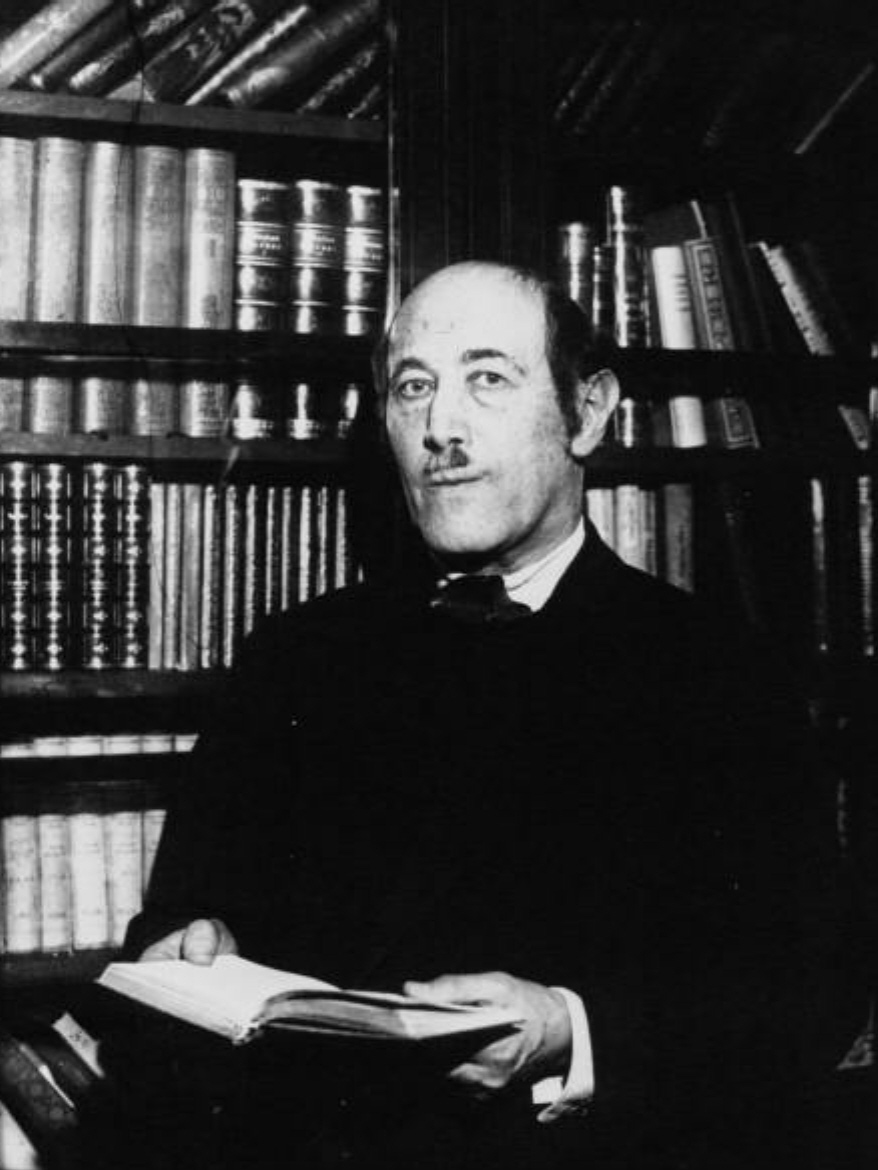
Theatercriticus Alfred Kerr.

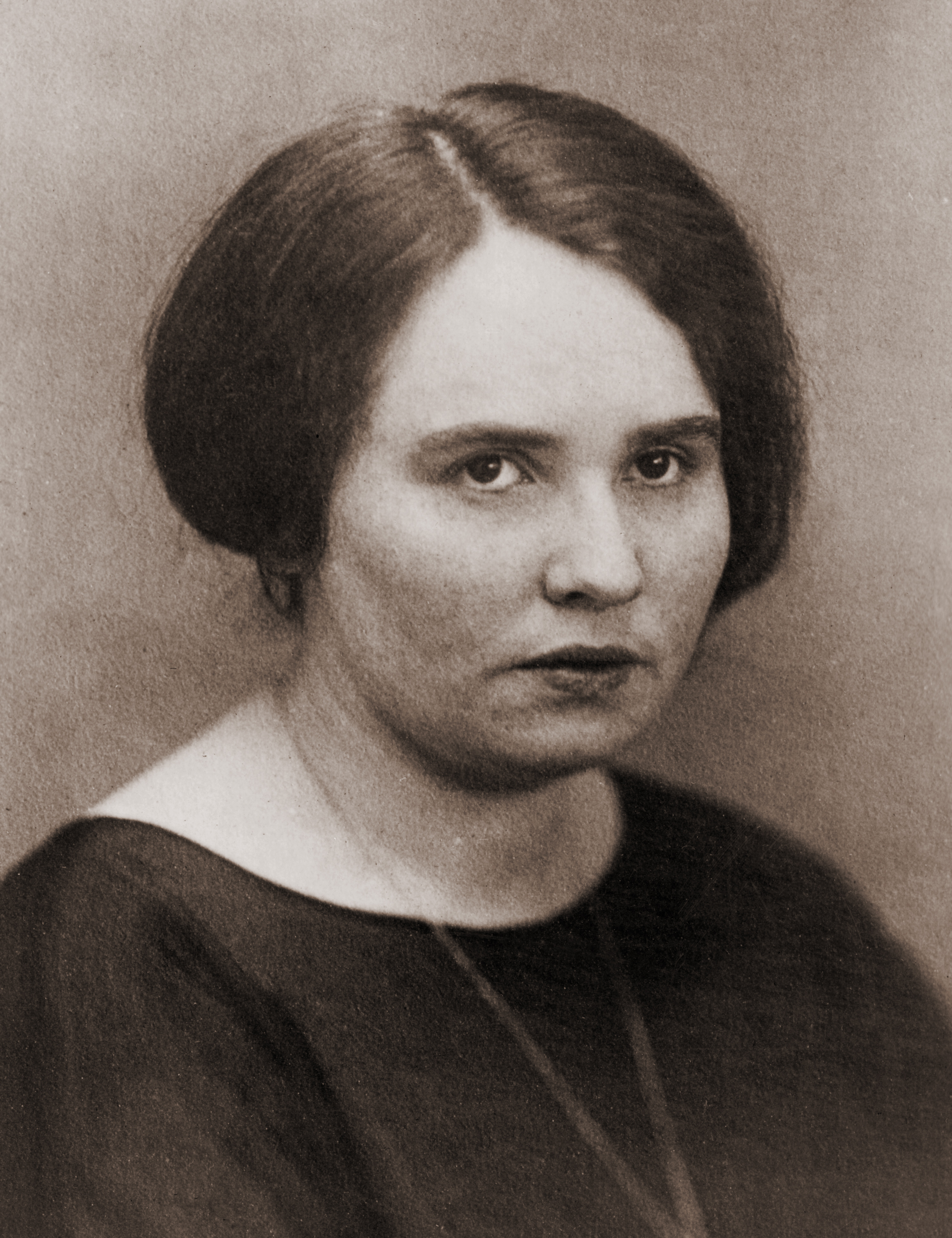
De communiste politica Ruth Fischer.

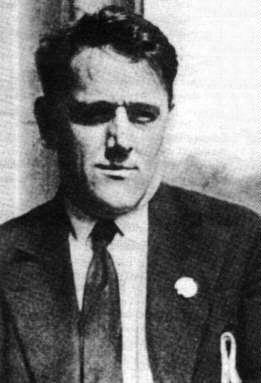
Uitgever Willy Münzenberg.

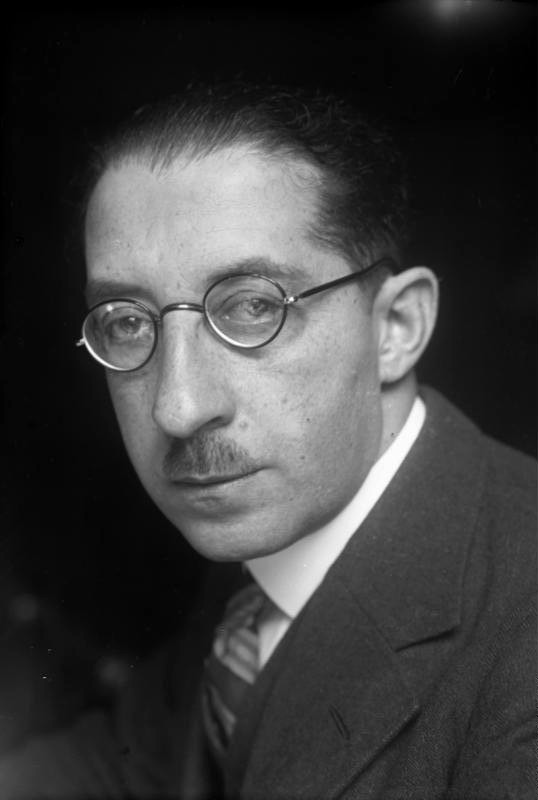
Bernard Weiss, tweede man van de Berlijnse politie en van Joodse afkomst.

- Alfred Apfel (1882–1941), advocaat
- Georg Bernhard (1875–1944), journalist
- Rudolf Breitscheid (1874–1944), SPD-politicus
- Eugen Eppstein (1878–1943), KPD-politicus
- Alfred Falk (1896–1951), pacifist
- Lion Feuchtwanger (1884–1958), auteur
- Ruth Fischer (1895–1961), communistische politica
- Friedrich Wilhelm Foerster (1869–1966), pacifist
- Hellmut von Gerlach (1866–1935), journalist, pacifist, liberaal politicus
- Kurt Grossmann (1897–1972), journalist
- Albert Grzesinski (1879–1947), SPD-politicus, Pruisische minister van Binnenlandse Zaken
- Emil Julius Gumbel (1891–1966), pacifist, hoogleraar in de Wiskunde
- Wilhelm Hansmann (1886–1963), SPD-politicus
- Friedrich Heckert (1884–1936), KPD-politicus
- Max Hoelz (1889–1933), communist
- Berthold Jacob (1898–1944), journalist, pacifist
- Alfred Kerr (1867–1948), theatercriticus
- Otto Lehmann-Rußbüldt (1873–1964), pacifist
- Heinrich Mann (1871–1950), auteur
- Peter Maslowski (1893–1983), KPD-politicus
- Willi Münzenberg (1889–1940), uitgever
- Heinz Neumann (1902–1937), KPD-politicus
- Wilhelm Pieck (1876–1960), KPD-politicus
- Philipp Scheidemann (1865–1939), SPD-politicus
- Leopold Schwarzschild (1891–1950), journalist
- Max Sievers (1887–1944), vrijdenker
- Friedrich Stampfer (1874–1957), journalist
- Ernst Toller (1893–1939), auteur
- Kurt Tucholsky (1890–1935), auteur, journalist, pacifist
- Robert Weismann (1869–1942), Pruisisch staatssecretaris
- Bernhard Weiss (1880–1951), vicepresident van de Berlijnse politie
- Otto Wels (1873–1939), SPD-politicus
- Johannes Werthauer (1866–1938), jurist